# Rajd Gdańsk Baltic Cup 2015
11. Rajd Kaszub Gdańsk Baltic Cup – 11. edycja Rajdu Kaszub Baltic Cup. Był to rajd samochodowy, który był rozgrywany od 20 do 21 czerwca 2015 roku. Bazą rajdu był Gdańsk. Była to trzecia runda Rajdowych Samochodowych Mistrzostw Polski w roku 2015.

## Zwycięzcy odcinków specjalnych
| Dzień      | Numer odcinka | Nazwa odcinka        | Długość  | Zwycięzca odcinka                  | Nr Sam.          | Samochód          | Czas             | Lider rajdu                        |
| ---------- | ------------- | -------------------- | -------- | ---------------------------------- | ---------------- | ----------------- | ---------------- | ---------------------------------- |
| 20 czerwca | OS1           | Kartuzy 1            | 22.00 km | Bryan Bouffier Thibault De La Haye | 1                | Ford Fiesta Proto | 10:19.4          | Bryan Bouffier Thibault De La Haye |
| 20 czerwca | OS2           | Kartuzy 2            | 22.00 km | Grzegorz Grzyb Robert Hundla       | 2                | Ford Fiesta R5    | 10:28.6          | Bryan Bouffier Thibault De La Haye |
| 21 czerwca | OS3           | Wieżyca 1            | 16.50 km | Bryan Bouffier Thibault De La Haye | 1                | Ford Fiesta Proto | 8:04.7           | Bryan Bouffier Thibault De La Haye |
| 21 czerwca | OS4           | Chmielno 1           | 21.85 km | Łukasz Habaj Piotr Woś             | 3                | Ford Fiesta R5    | 9:37.4           | Bryan Bouffier Thibault De La Haye |
| 21 czerwca | OS5           | Gdańsk 1             | 2.85 km  | Maciej Oleksowicz Michał Kuśnierz  | 5                | Ford Fiesta R5    | 2:06.1           | Bryan Bouffier Thibault De La Haye |
| 21 czerwca | OS6           | Wieżyca 2            | 16.50 km | Bryan Bouffier Thibault De La Haye | 1                | Ford Fiesta Proto | 8:17.2           | Bryan Bouffier Thibault De La Haye |
| 21 czerwca | OS7           | Chmielno 2           | 21.85 km | odcinek odwołany                   | odcinek odwołany | odcinek odwołany  | odcinek odwołany | Bryan Bouffier Thibault De La Haye |
| 21 czerwca | OS8           | Gdańsk 2 Power Stage | 2.85 km  | Łukasz Habaj Piotr Woś             | 3                | Ford Fiesta R5    | 2:05.8           | Bryan Bouffier Thibault De La Haye |

### Power Stage - OS8
| Miejsce | Kierowca          | Pilot           | Czas   | Strata | Punkty |
| ------- | ----------------- | --------------- | ------ | ------ | ------ |
| 1       | Łukasz Habaj      | Piotr Woś       | 2:05.8 | -      | 3      |
| 2       | Grzegorz Grzyb    | Robert Hundla   | 2:08.5 | +2.7   | 2      |
| 3       | Maciej Oleksowicz | Michał Kuśnierz | 2:08.6 | +2.8   | 1      |

## Wyniki końcowe rajdu[6]
| Miejsce | Kierowca            | Pilot               | Samochód           | Czas    | Strata  | Grupa Klasa | Punkty |
| ------- | ------------------- | ------------------- | ------------------ | ------- | ------- | ----------- | ------ |
| 1       | Bryan Bouffier      | Thibault De La Haye | Ford Fiesta Proto  | 51:11.5 | -       | OPEN N      | 25     |
| 2       | Grzegorz Grzyb      | Robert Hundla       | Ford Fiesta R5     | 51:17.6 | +6.1    | 2           | 18 + 2 |
| 3       | Łukasz Habaj        | Piotr Woś           | Ford Fiesta R5     | 51:20.2 | +8.7    | 2           | 15 + 3 |
| 4       | Tomasz Kuchar       | Daniel Dymurski     | Ford Fiesta R5     | 52:26.6 | +1:15.1 | 2           | 12     |
| 5       | Maciej Oleksowicz   | Michał Kuśnierz     | Ford Fiesta R5     | 52:57.2 | +1:45.7 | 2           | 10 + 1 |
| 6       | Jakub Brzeziński    | Bartłomiej Boba     | Peugeot 208        | 55:35.6 | +4:24.1 | 4           | 8      |
| 7       | Dariusz Poloński    | Grzegorz Dobosz     | Peugeot 208 VTI    | 55:46.2 | +4:34.7 | 4           | 6      |
| 8       | Paweł Stefanicki    | Bartosz Bil         | Honda Civic Type R | 55:53.8 | +4:42.3 | 3           | 4      |
| 9       | Łukasz Byśkiniewicz | Maciej Wisławski    | Renault Clio       | 56:07.4 | +4:55.9 | 3           | 2      |
| 10      | Jacek Jurecki       | Michał Trela        | Citroen C2 R2      | 56:33.2 | +5:21.7 | 4           | 1      |

## Galeria 11. Rajdu Kaszub Gdańsk Baltic Cup

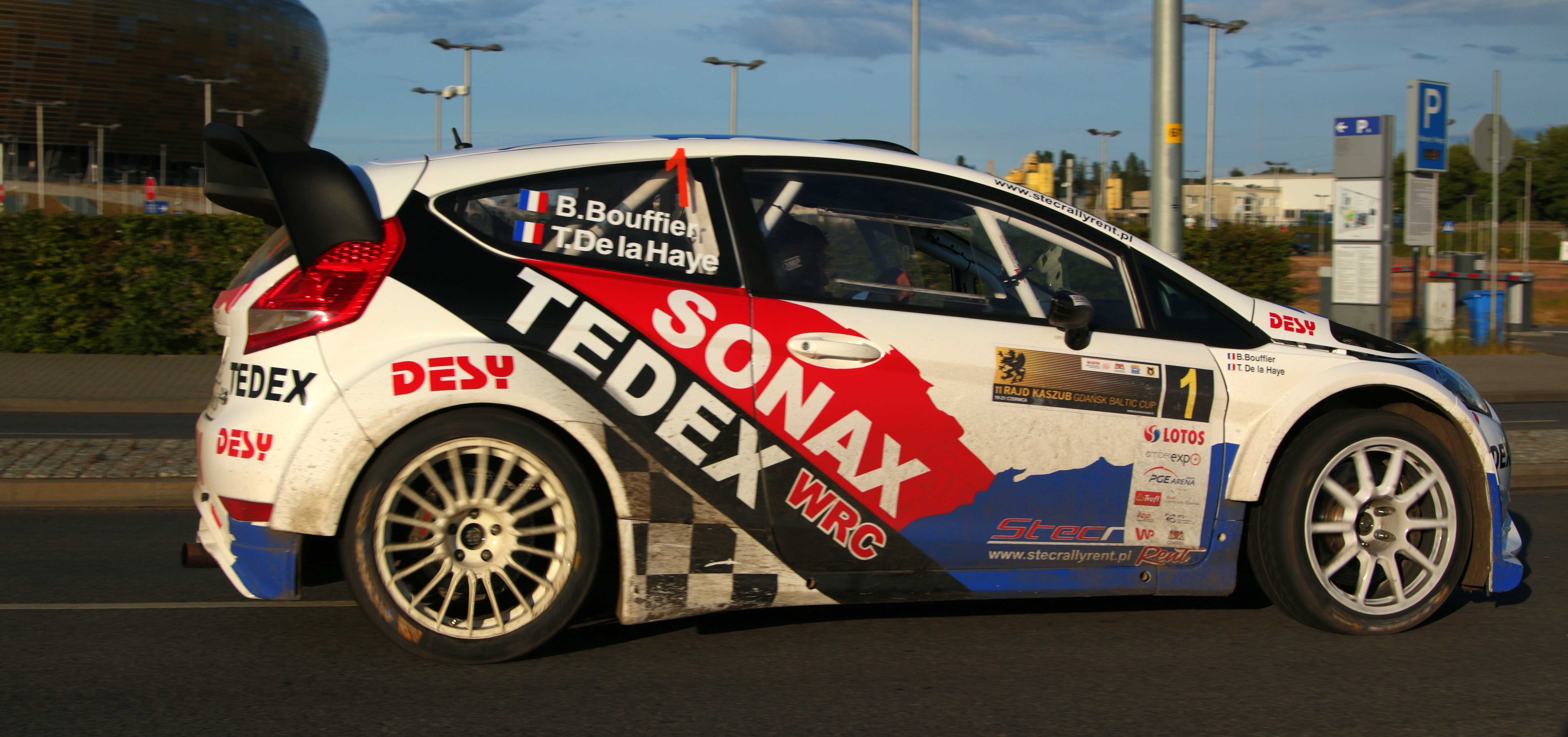
Bryan Bouffier podczas 11 Rajdu Kaszub wygrał 3 OS-y i zajął 1 miejsce, było to jego 19 zwycięstwo w RSMP
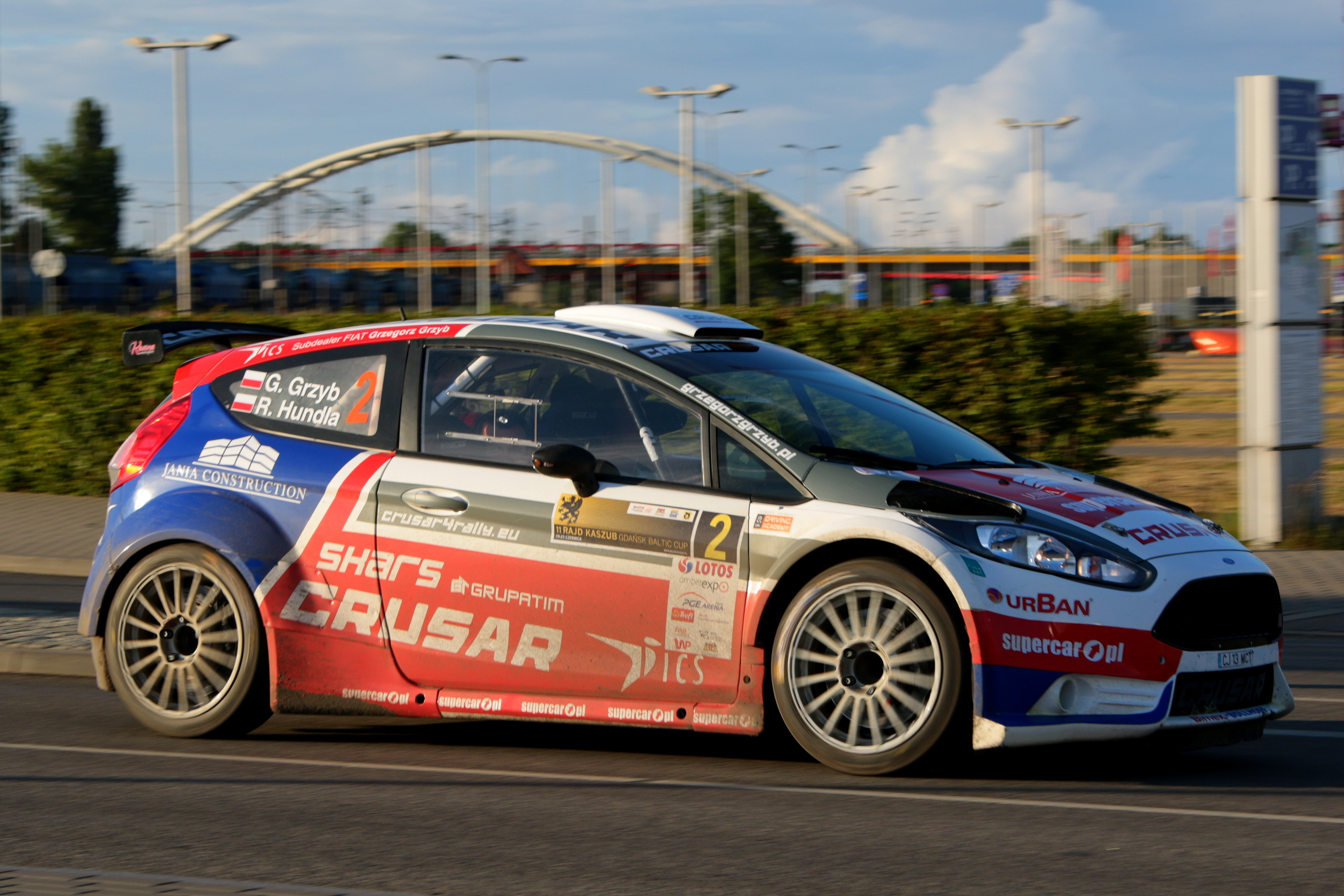
2. Grzegorz Grzyb
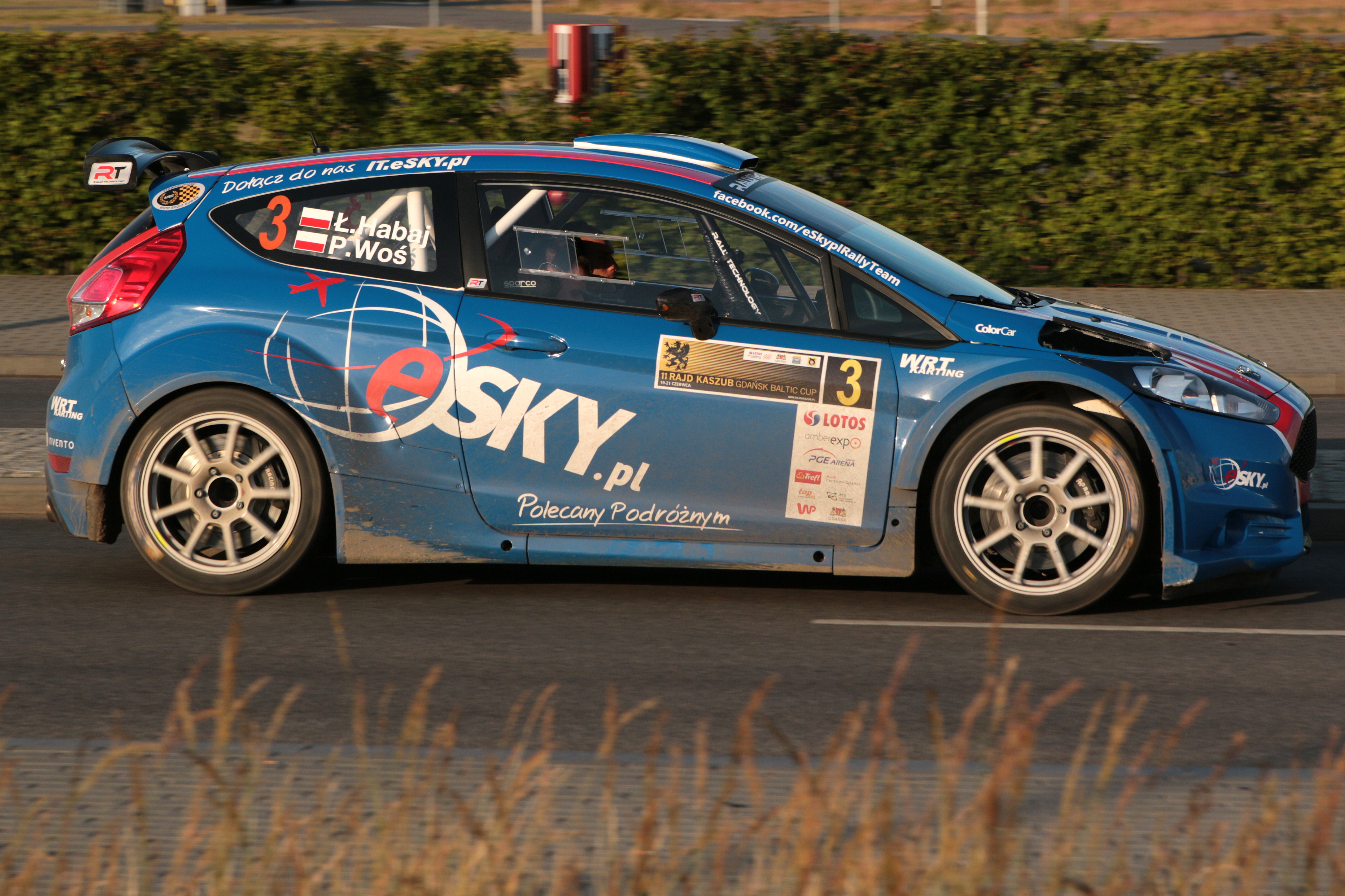
3. Łukasz Habaj
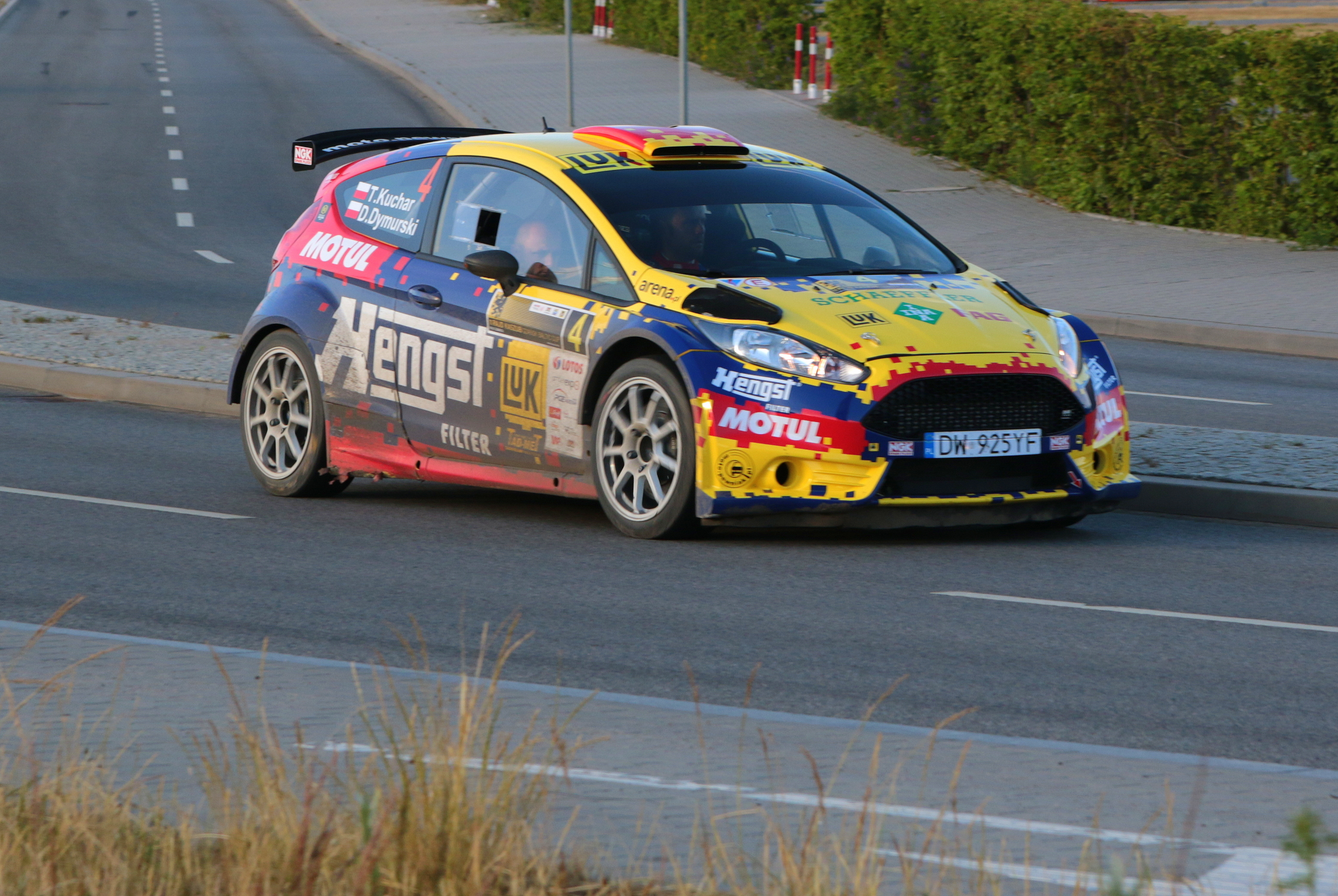
4. Tomasz Kuchar
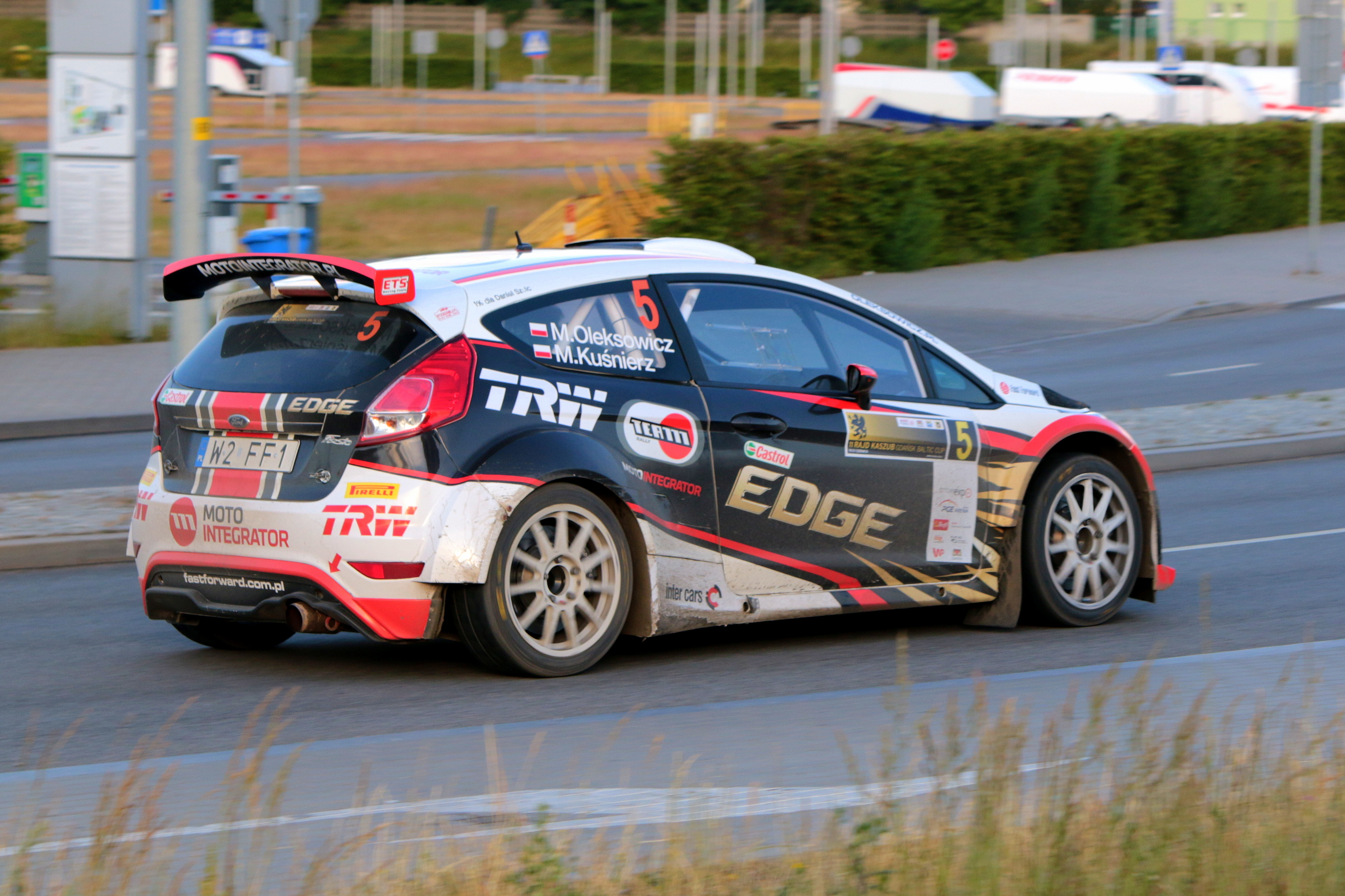
5. Maciej Oleksowicz
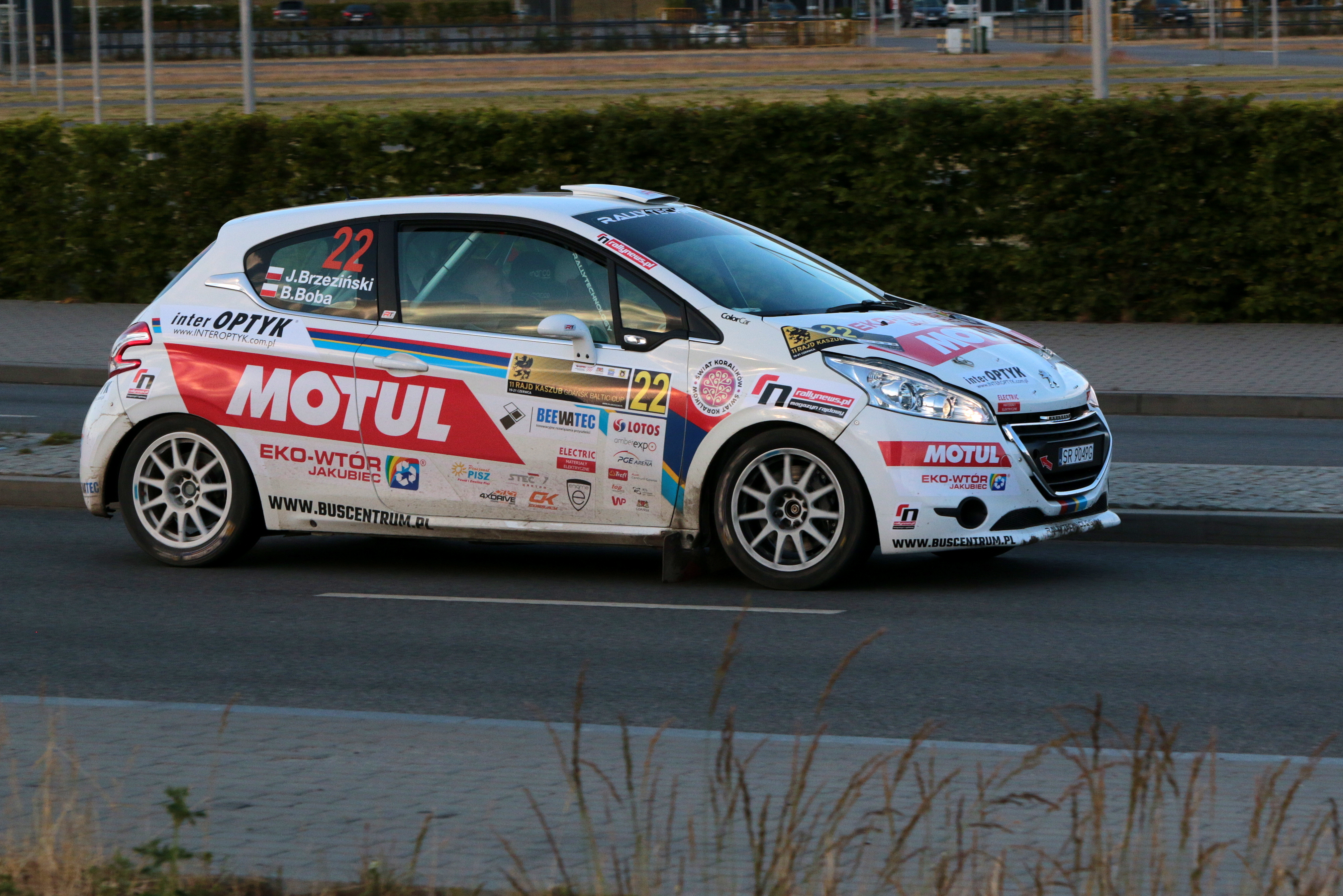
6. Jakub Brzeziński
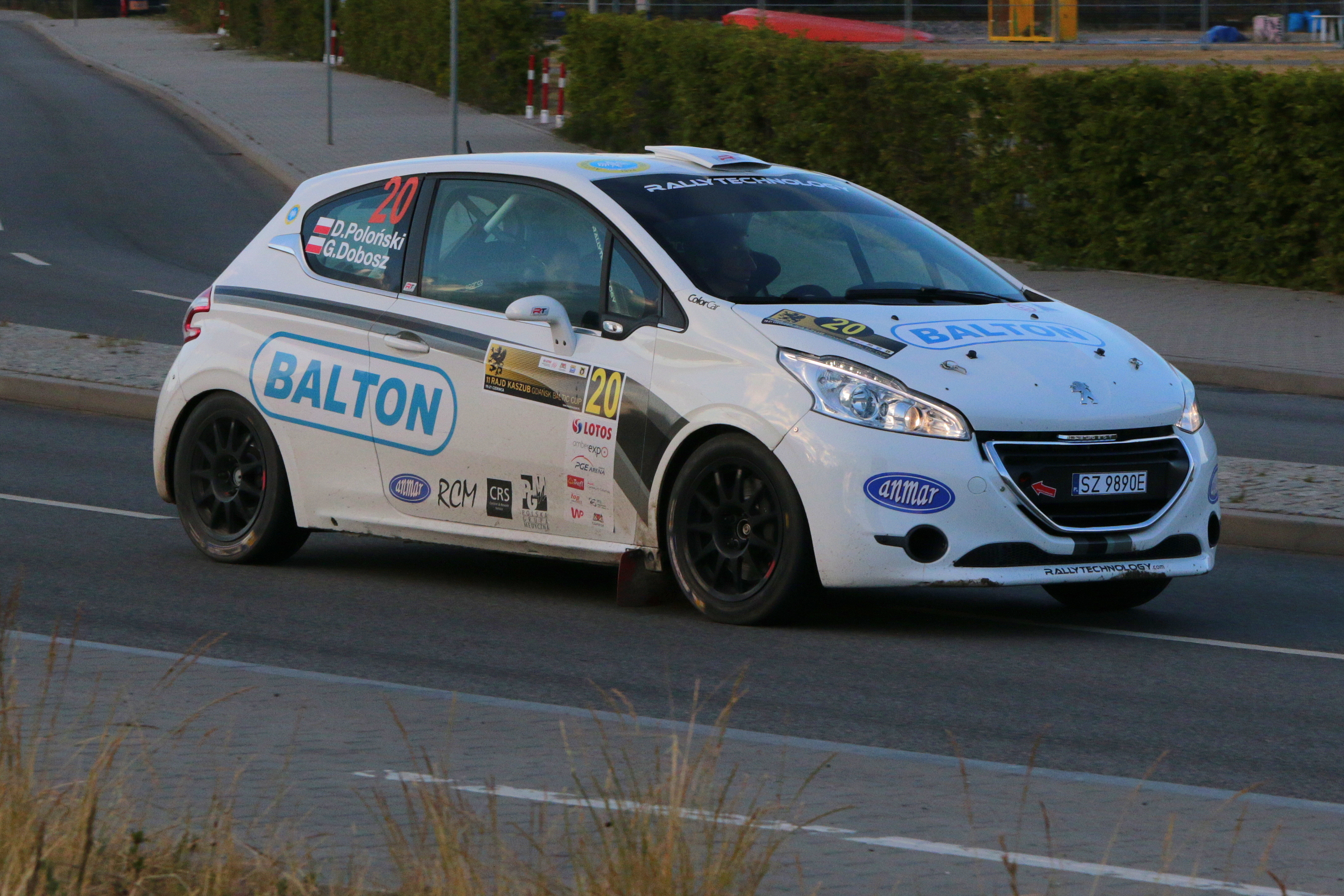
7. Dariusz Poloński
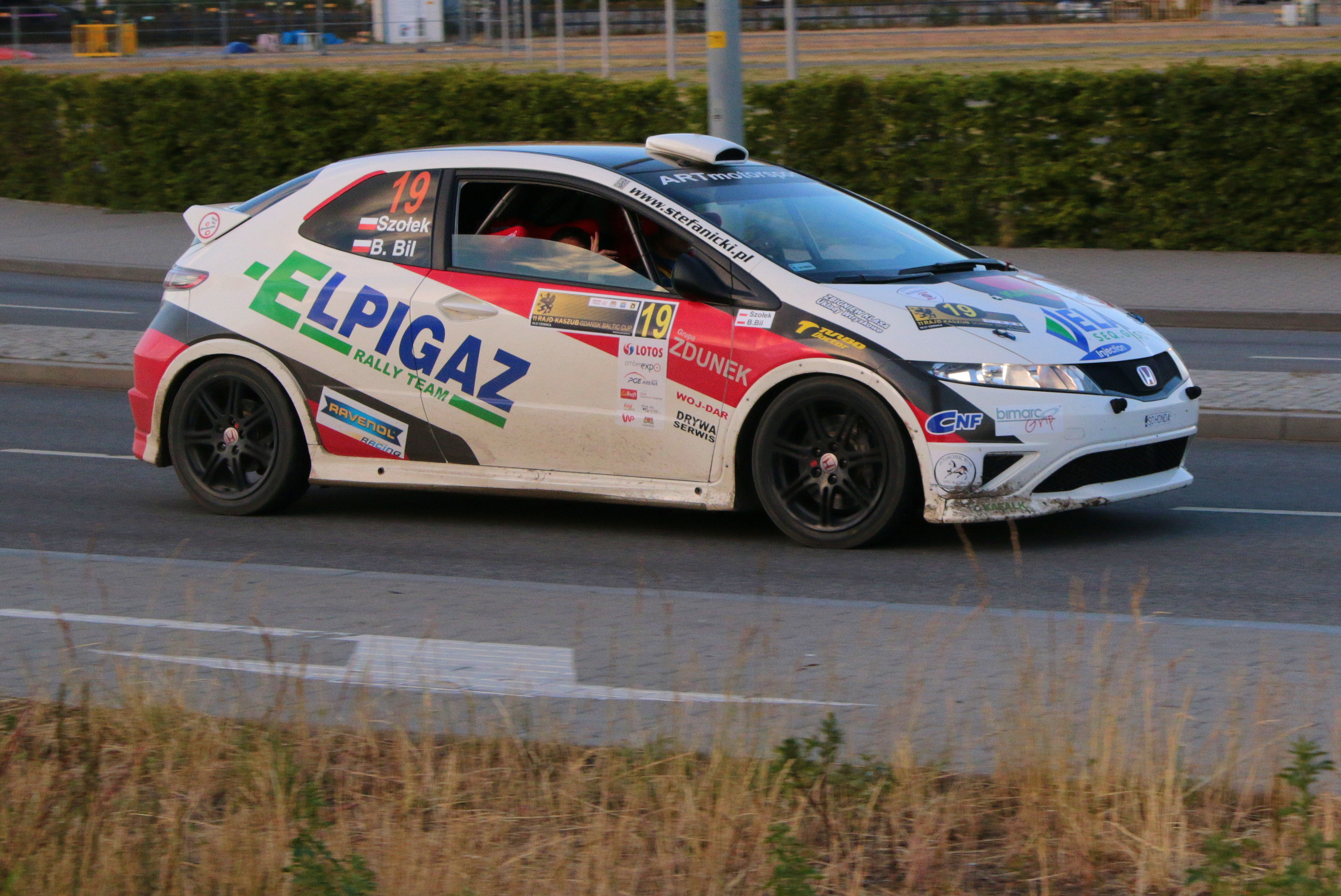
8. Paweł Stefanicki
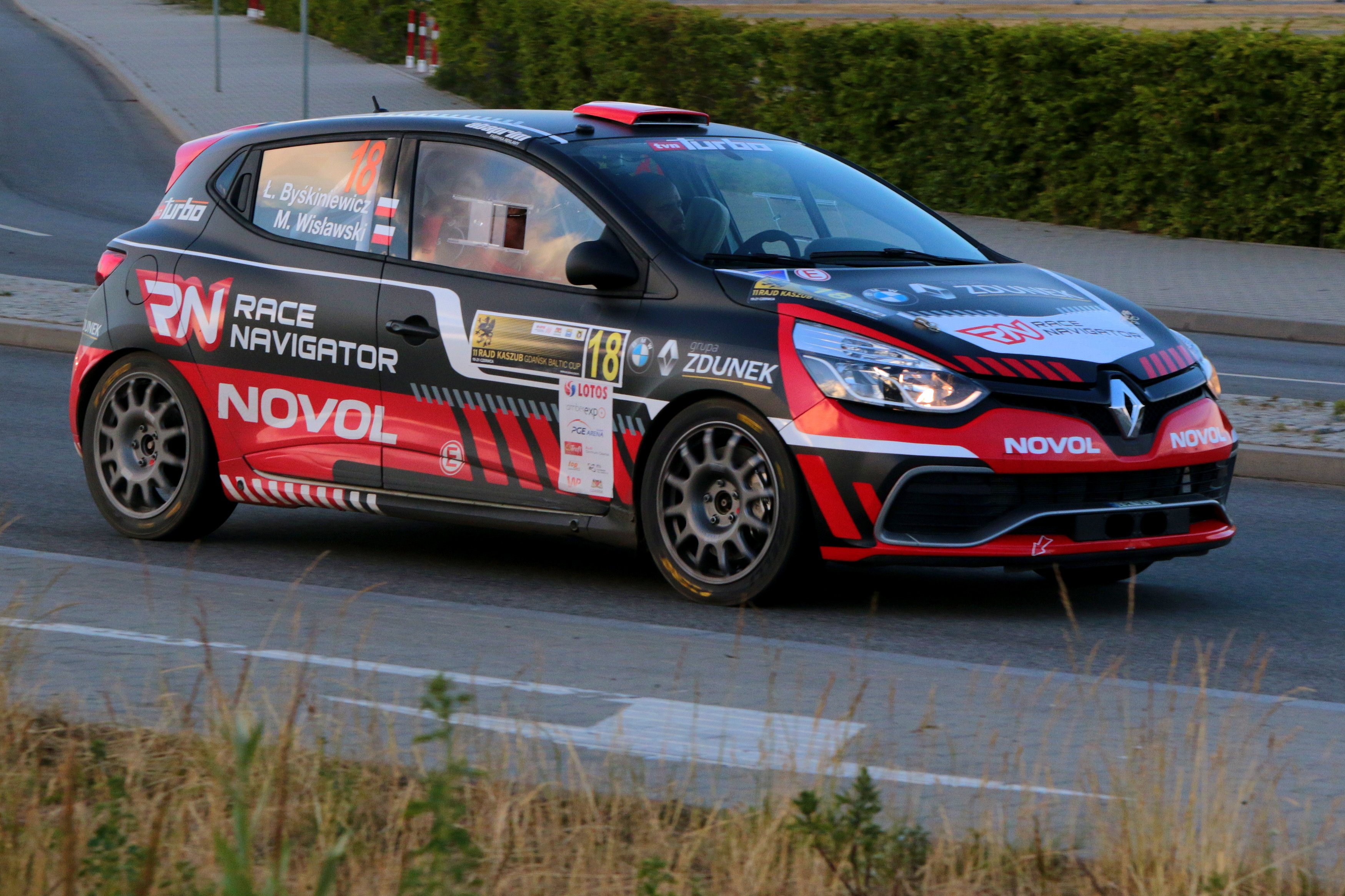
9. Łukasz Byśkiniewicz
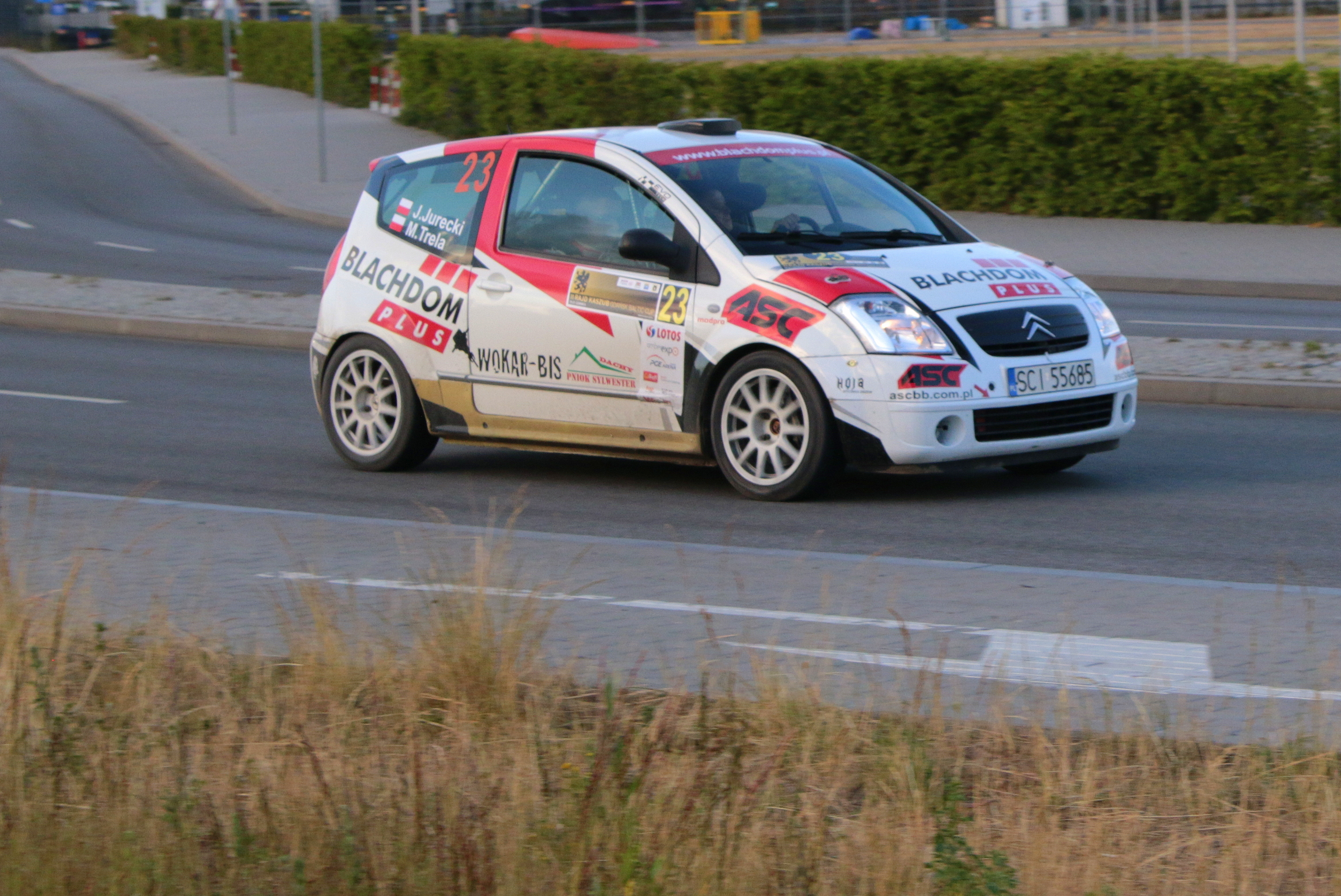
10. Jacek Jurecki
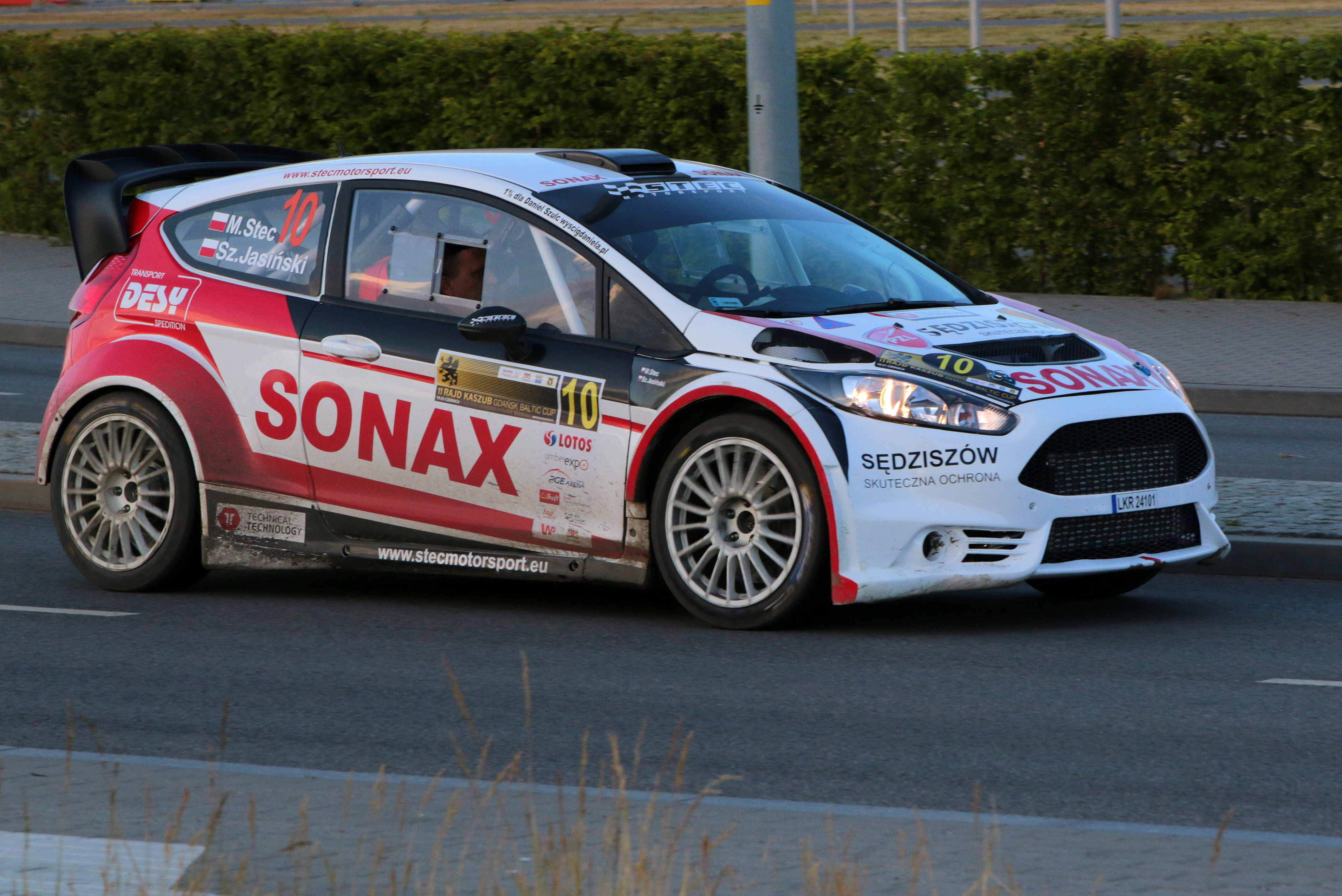
25. Mariusz Stec